# Le Mené
Le Mené é uma comuna francesa na região administrativa da Bretanha, no departamento de Côtes-d'Armor. Estende-se por uma área de 163.23 km². Em 2010 a comuna tinha 6 522 habitantes (densidade: 40 hab./km²).
Foi criada em 1 de janeiro de 2016, após a fusão das antigas comunas de Collinée, Le Gouray, Langourla, Plessala, Saint-Gilles-du-Mené, Saint-Gouéno e Saint-Jacut-du-Mené.